# Sătuc, Buzău
Sătuc este un sat în comuna Berca din județul Buzău, Muntenia, România.